# Młodzieżowa Orkiestra Kameralna „Concerto Lamelli”
Młodzieżowa Orkiestra Kameralna „Concerto Lamelli”, powstała z inicjatywy dyrygenta Wiesława Grzegorskiego, na przełomie 1991/1992 roku.
Orkiestra działa pod patronatem Śródmiejskiego Ośrodka Kultury w Krakowie mieszczącego się w zabytkowej Kamienicy Lamellich (ul. Mikołajska 2 w Krakowie), skąd zaczerpnięta została nazwa orkiestry. W zespole muzyków orkiestry występują studenci Akademii Muzycznej oraz uczniowie i absolwenci  krakowskich średnich szkół muzycznych. Orkiestra występuje również z towarzyszeniem chóru Canticum Novum, działającego również w Śródmiejskim Ośrodku Kultury. W repertuarze orkiestry dominuje muzyka instrumentalna baroku. 
Orkiestra prezentowała swą muzykę również poza granicami kraju: Francja – 1996, Włochy – 1997, Ukraina (Dni Krakowa we Lwowie) – 1998, Litwa (Dni Krakowa w Wilnie) – 1999.